# Bodhipakkhiya dhamma
En el budismo, el bodhipakkhiyā dhammā es un texto que incluye cualidades (dharma) que conducen a la iluminación (bodhi). 
El término se aplica a siete grupos de cualidades mencionadas por Gautama Buda a través del Canon Pali. Dentro de estos siete grupos hay un total de 37 cualidades individuales o sattati. Los siete grupos de cualidades están reconocidos por las escuelas Theravada y Mahayana como facetas complementarias al Noble Camino Óctuple para la iluminación.

## Siete grupos con 37 cualidades
Los siete grupos de 37 cualidades en total que conducen a la iluminación son:

### Cuatro campos de referencia (satipatthana)
1. Contemplación del cuerpo (kayanupassana)
2. Contemplación de las sensaciones (vedananupassana)
3. Contemplación de la consciencia (cittanupassana)
4. Contemplación de las cualidades mentales (dhammanupassana)

### Cuatro esfuerzos correctos  (sammappadhana)
1. Esfuerzo para el no surgimiento de estados no iluminados/no inteligentes/no hábiles
2. Esfuerzo para abandonar estados no iluminados/no inteligentes/no hábiles
3. Esfuerzo para el despertar de estados iluminados/inteligentes/hábiles
4. Esfuerzo para el sostener estados iluminados/inteligentes/hábiles

### Cuatro bases de poder (iddhipada)
1. Voluntad (chanda)
2. Energía (viriá)
3. Consciencia (citta)
4. Discriminación (vimamsa)

### Cinco facultades (indriya)
1. Fe (saddha)
2. Energía (viriá)
3. Mente o Conciencia plena (sati)
4. Concentración (samadhi)
5. Sabiduría (prajñā)

### Cinco poderes(bala)
1. Fe (saddha)
2. Energía (viriá)
3. Mente - Conciencia plena (sati)
4. Concentración (samadhi)
5. Sabiduría (prajñā)

### Siete factores de iluminación (bojjhanga)
1. Mente - Conciencia plena (sati)
2. Investigación (dhamma vicaya)
3. Energía (viriá)
4. Alegría (piti)
5. Tranquilidad (passaddhi)
6. Concentración (samādhi)
7. Ecuanimidad (upekkha)

### Noble camino óctuple
1. Visión correcta (samma ditthi)
2. Intención correcta (samma sankappa)
3. Habla correcta (samma vacca)
4. Acción correcta (samma kammanta)
5. Sustento correcto (samma ajiva)
6. Energía correcta (samma vayama)
7. Mente correcta (samma sati)
8. Concentración correcta (samma samadhi)

## Etimología
En Pali existen las variantes escritas de bodhipakkhiyā dhammā , bodhipakkhikā dhammā y bodhapakkhiyā dhammā En sánscrito se conoce como bodhipaksa dharma.